# دوون ترل
دوون ترل بازیگر آمریکایی-استرالیایی است که به دلیل بازی در فیلم جوانی باراک اوباما در فیلم بیوگرافی سال ۲۰۱۶ Barry , و بازی در نقش Arthur در سریال Cursed (2020 TV series)شبکه Netflix، معروف شده‌است .

## سنین جوانی و تحصیل
ترل در لانگ بیچ، کالیفرنیا در یک پدر آفریقایی آمریکایی و یک مادر انگلیسی-هندی انگلیسی به دنیا آمد. در سن ۵ سالگی، او به پرت، استرالیا غربی نقل مکان کرد و در جنگل‌های دریاچه بزرگ شد. وی پس از اتمام تحصیلات متوسطه در دبیرستان ارشد لینوود، وی در دانشگاه ادیث کاوان، متخصص در آموزش درام شرکت کرد. وی در سال ۲۰۱۳ از انستیتوی ملی هنرهای نمایشی فارغ‌التحصیل شد.

## زندگی حرفه ایی
نقش اول ترل در سریال استیو مک کوئین برای HBO , Codes of Conduct بود که پس از فیلمبرداری خلبان لغو شد. وی سپس به دنبال استماع برای باری بود و به اوباما احساس وابستگی داشت، زیرا هر دو از نظر نژاد مختلف هستند. وی گفت که وقتی یک بار در سن ۱۹ سالگی از او پرسیدیم «نقش رؤیایی» او چیست، این بود که اوباما را به تصویر بکشید.
برای آماده‌سازی برای نقش، Terrell با یک مربی لهجه همکاری کرد و سخنان اوباما را برای تسلط بر لهجه و شیوه صحبت کردن وی تماشا می‌کرد و این قسمت را بعد از یک جلسه استماع به وی پیشنهاد می‌کرد. او همچنین خود را آموزش داد تا اوباما چپ دست را به تصویر بکشد، از جمله یادگیری نحوه نوشتن و بازی بسکتبال با دست چپ. او سه بار کتاب اوباما رویائی از پدر من را خواند تا به ذهنیت او برسد و هنگام اکران فیلم تحسین او را به تصویر کشید. آخرین نقشهای وی شامل نقش او در آرتور در سریال اصلی Netflix 'Cursed' با بازیگری کاترین لنگفورد است که اولین فصل آن در تاریخ ۱۷ ژوئیه سال ۲۰۲۰ منتشر شد.

## فیلم‌ها
| سال  | عنوان  | نقش          | یادداشت |
| ---- | ------ | ------------ | ------- |
| ۲۰۱۶ | باری   | باراک اوباما |         |
| ۲۰۱۸ | اوفلیا | Horatio      |         |
| ۲۰۱۸ | استاد  | دنی          |         |

| سال      | عنوان       | نقش       | یادداشت       |
| -------- | ----------- | --------- | ------------- |
| ۲۰۱۵     | کدهای رفتار | بورلی برف | خلبان بی نظیر |
| سال ۲۰۲۰ | نفرین شده   | شاه آرتور | بازیگران اصلی |